# Johann Christoph Denner
Johann Christoph Denner (Lipsia, 13 agosto 1655 – Norimberga, 20 aprile 1707) è stato un costruttore di strumenti a fiato tedesco.

## Biografia
Johann Christoph Denner nacque a Lipsia in una famiglia di accordatori di corni. Iniziò a costruire strumenti con il padre, Heinrich Denner, e si trasferì a Norimberga nel 1666. Nel 1678 avviò la propria fabbrica di strumenti che fu in seguito gestita dai figli Jacob (1681–1735) e Johann David raggiungendo grande sviluppo. Oggi sono conservati almeno 68  strumenti provenienti dal suo laboratorio.
Johann Christoph è stato il primo costruttore in Germania a produrre con successo i nuovi strumenti sviluppati dai francesi dopo il 1650, in particolare il nuovo oboe derivato dalla ciaramella, ma anche il flauto dolce. Intorno al 1700, secondo informazioni riportate Johann Gabriel Doppelmayr (1677–1750), oppure il 15 gennaio 1690 secondo altre fonti, Johann Christoph inventò il clarinetto mentre cercava di ampliare l'estensione dello chalumeau per mezzo dello sfruttamento degli armonici superiori ottenuti per sovrainsufflazione per adeguare lo strumento alle esigenze dell'epoca. Le note ottenute per sovrainsufflazione possedevano un timbro particolare che ricordava quello della tromba barocca e furono quindi soprannominate "registro di clarino" (il sistema per ottenere le note nella tromba barocca è quello del clarino, che prevede lo sviluppo della scala per mezzo esclusivamente dei suoni naturali); da qui venne il nome clarinetto dello strumento. Il clarinetto iniziò a diffondersi intorno al 1740, ma in seguito divenne una componente essenziale dell'orchestra.
Secondo altri, invece, non c'è prova sicura che Johann Christoph abbia mai costruito clarinetti. Solo uno strumento, conservato all'Università della California (Berkeley), gli è stato attribuito, comunque non senza pareri contrastanti. Un altro strumento probabilmente costruito da Denner è andato distrutto durante la Seconda guerra mondiale. La prima menzione al clarinetto che sia nota è in una fattura di Jacob Denner del 1710, tre anni dopo la morte di Johann Christoph.